# 湖北省襄阳市第四中学
湖北省襄阳市第四中学（英文译名：No.4 High School of Xiangyang），简称襄阳四中，高中部原校址位于湖北省襄阳市襄城区东街，2020年迁至湖北省襄阳市襄城区环城南路的庞公校区，同时东街旧校区在2021年中旬交给义教部使用。学校分为高中部、初中部、义教部、体育部、国际部，是湖北省首批重点中学，与襄阳市第五中学互为兄弟学校。

## 简介
学校原名襄樊四中，创办于1954年9月，1978年被确定为湖北省首批重点中学，2001年被确定为湖北省示范学校，同年原襄樊四中、二十二中、襄城东街小学和襄樊市体育运动学校合并，形成即后来的义务教育部和体育部。2011年，随着原襄樊市更名为襄阳市，湖北襄樊四中更名为湖北襄阳四中。

## 社团活动
学校现有学生社团27个。其中模联社成员在2019年2月湖北省的第一届模拟联合国大会上荣获多个奖项。

## 校友
- 襄阳四中校友朱师达、王亚雯荣获全国抗击新冠肺炎疫情先进个人荣誉称号
- 熊有伦是襄阳四中57届校友中国科学院院士，中国机器人、机械工程专家，华中科技大学机械科学与工程学院工程信息和智能技术研究所名誉所长。1995年当选中国科学院院士。